# Pavel Jozef Šafárik
Pavel Jozef Šafárik, nella grafia slovacca moderna Pavol Jozef Šafarík, in ceco Pavel Josef Šafařík (Kobeliarovo, 13 maggio 1795 – Praga, 26 giugno 1861) è stato uno scrittore, etnografo, slavista storico e professore universitario slovacco naturalizzato ceco.
Fu fondatore della slavistica scientifica. Scrisse in ceco e in tedesco.

## Biografia

### La famiglia
La vita della famiglia di Šafárik, genitori, nonni, parenti e affini si svolse tutta nel ristretto ambito del piccolo paese di Štítnik e dei suoi dintorni.
Il padre Pavol (Pavel) Šafárik (1761 – 1831) era nato a Štítnik il 26 gennaio 1761 e aveva frequentato la scuola del paese in cui l'insegnamento era in latino. Andò a scuole per due anni a Kunova Teplica, per imparare l'ungherese. Terminati gli studi divenne insegnante nei dintorni di Štítnik per circa 15 anni. Probabilmente fu per ragioni economiche che il padre di Šafárik si decise ad abbandonare l'insegnamento e divenne parroco evangelico di Kobeliarova.
Poco tempo dopo nacque Pavel Jozef Šafárik. Ján, suo fratello maggiore aveva allora già 12 anni, la sorella Mária ne aveva 10 e l'altro fratello Ľudovít Samuel aveva 7 anni. La madre di Pavel Jozef Šafárik, Katarína, nata Káresová (1764 – 1812) proveniva da una povera famiglia della piccola nobiltà terriera di Hanková. Ebbero in totale cinque figli, oltre a quelli nominati, un Pavel Jozef nato nel 1791 era morto a un anno d'età.
Giacché la parrocchia di Kobeliarovo era una delle più povere di tutto il comitato di Gemer, se la signora Šafáriková voleva prendersi cura dei suoi quattro figli, doveva seminare il lino e tesserlo, curare l'economia e infine anche imbastire piccoli commerci. Morì il 14 dicembre 1812 a 48 anni.
Il padre di Šafárik, dopo sei mesi di vedovanza, il 2 giugno 1813 si sposò in seconde nozze con la vedova del parroco Pavol Lovčány, Rozália, nata Drábová. Dal primo marito aveva avuto due figli: Rozália e Pavol. Visse con questa donna fino alla morte, a cui giunse il 4 febbraio 1831. Pavol Jozef Šafárik aveva così quattro fratelli e due fratellastri.

### Slovacchia (1795 – 1815)

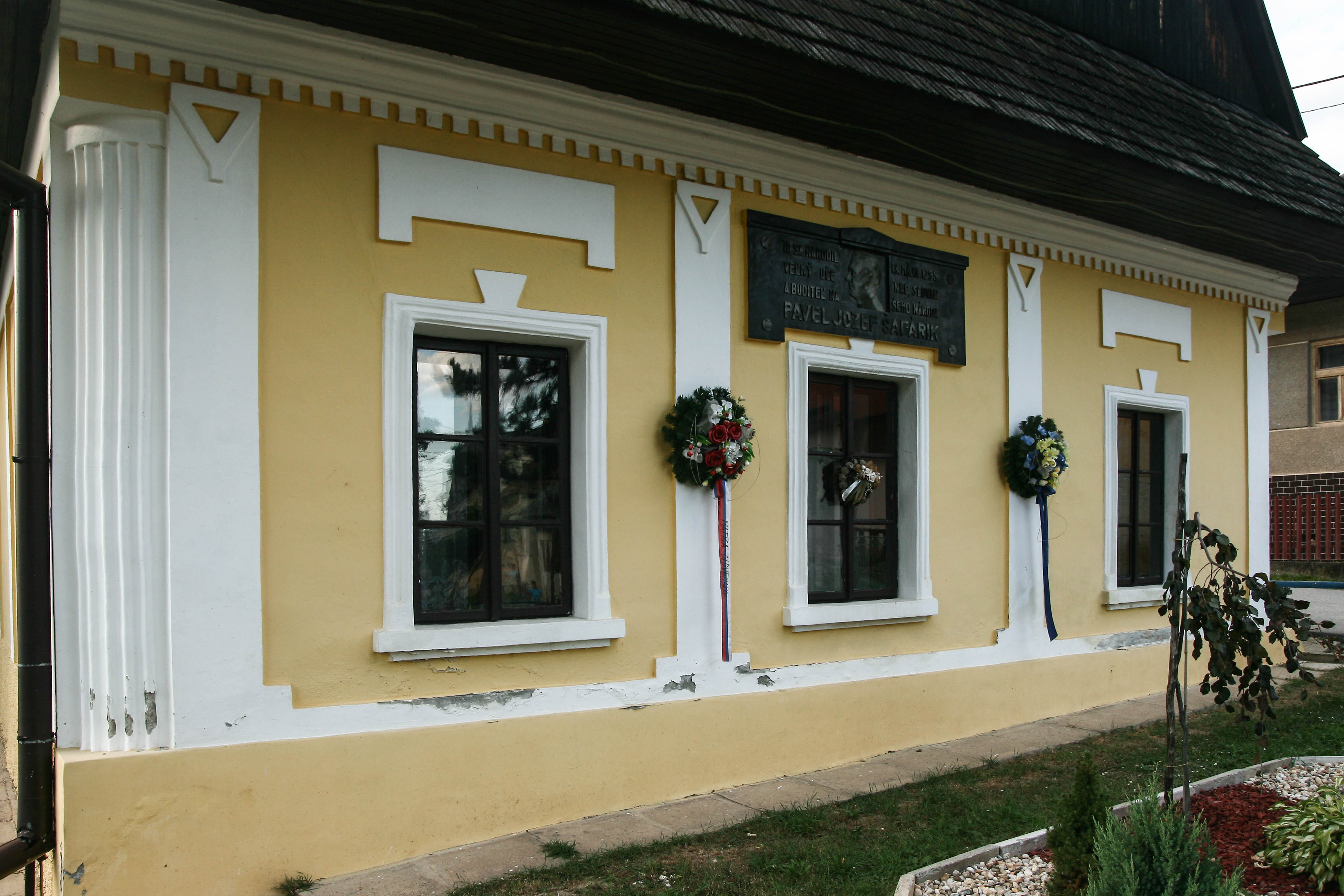
La casa natale di Pavel Jozef Šafárik a Kobeliarovo.

Nacque nella parrocchia evangelica di Kobeliarovo, un paese nella parte sud-orientale dei Monti Metalliferi Slovacchi, in cui Pavel Jozef Šafárik trascorse l'infanzia e a cui tornerà volentieri nel corso della vita. Si trova a eguale distanza dai modesti centri di Rožňava, Dobšiná e Jelšava.
Apprese dal padre e dal fratello Vojtech i fondamenti dell'istruzione scolastica. Nel libro Co vyprávěl P. J. Šafařík… si legge: «Quando aveva sette anni gli mostrai tutto l'alfabeto e lui l'imparò da solo alla perfezione e da allora passava tutto il giorno accanto al forno a leggere. A 8 anni aveva letto tutta la Bibbia per intero due volte e una delle sue occupazioni preferite era fare la predica ai fratelli e alle sorelle, come pure alla gente di casa». Né scuola né maestri sono mai nominati.
Nelle biografie si riporta, che sulla sua coscienza nazionale ebbe influsso un certo Novák, uno scrivano di Kobeliarovo che gli prestava libri in ceco. Si dovrebbe probabilmente dell'insegnante ossia "ludimagister" Tomáš Novák. Un fattore più importante che determinò la coscienza nazionale di Šafárik fu l'ambiente in cui visse: circondato da slovacchi, con le loro canzoni, racconti e leggende di banditi, nella bella natura dei dintorni. Della profondità e dell'intensità dell'influsso sul giovane Šafárik dell'ambiente di Kobeliarovo, riferiscono anche le sue memorie di infanzia.
Dal 1805 al 1808 studiò a Rožňava. Alcuni biografi menzionano il ginnasio inferiore. Altri invece parlano della scuola evangelica, che già durante il primo anno Pavel Jozef Šafárik avrebbe lasciato per frequentare la scuola media (latina). Poiché Šafárik studiò a Rožňava solo per tre anni, numerosi biografi condividono l'idea che avesse iniziato direttamente dal secondo anno dei "donatisti", come erano apostrofati gli evangelici. Durante gli studi a Rožňava viveva presso la famiglia Ujházy, dove prendeva anche i pasti, come altri studenti e ragazze, che erano in città per imparare il tedesco o il cucito. Pavel Jozef Šafárik sotto la guida e la supervisione personale del suo professore, che dal 1806 divenne anche suo parente, e di sua figlia che aveva sposato un Ujházy, ampliò fruttuosamente le sue conoscenze e la sua istruzione. Oltre al latino, che era obbligatorio, apprese l'ungherese e il tedesco.
Nell'autunno del 1808 Pavel Jozef Šafárik si trasferì al ginnasio di Dobšina, per proseguire gli studi di sintassi e di retorica. La principale ragione di questo trasferimento probabilmente era da ricercarsi nelle condizioni economiche della sua famiglia. Dobšina era preferibile perché poteva alloggiare presso sua sorella Mária, che da Rožňava si era trasferita nella cittadina. Pavel Jozef Šafárik studiò a Dobšina per due anni, conseguendo successi ancora più brillanti di quelli di Rožňava. A Dobšina infatti si svilupparono e si approfondirono le basi propedeutiche della sua attività poetica, pedagogica e scientifica. Inoltre, si rese padrone delle capacità di poter affrontare gli studi successivi, con eccellenti conoscenze, la dovuta padronanza della letteratura, con la conoscenza di latino, tedesco e ungherese. Gli studi a Dobšina, dove si parlava soprattutto tedesco, offrì allo studente slovacco la possibilità di perfezionare il tedesco parlandolo nella quotidianità. Si legge in Šafárik na Slovensku…: «...a Dobšina affluivano i figli dei proprietari terrieri, dei migliori artigiani e dei mercanti dei villaggi, anche lontani, affinché oltre alla grammatica latina, alla grammatica e alla sintassi, potessero imparare anche a parlare il tedesco. Allo stesso modo i ragazzi delle famiglie slovacche andavano alle scuole latine di Gemer, Ožďany e Rožňava, per imparare l'ungherese. Se avessero voluto avere un impiego pubblico nel Regno d'Ungheria, avrebbero dovuto padroneggiare tutt'e quattro le lingue della regione: latino, tedesco, ungherese e slovacco». Da questo punto di vista Pavel Jozef fu davvero fortunato, perché aveva potuto studiare sia a Rožňava sia a Dobšina.
Il compimento degli studi a Dobšina portò per il quindicenne Šafárik un grande cambiamento. Aveva esaurito le possibilità di studio presenti nella regione, perciò fu costretto a lasciare la famiglia e l'ambiente di Kobeliarovo e la regione storica di Gemer, così ricca di storia e tradizioni. Così perse il contatto diretto con il villaggio slovacco e la sua gente, i suoi problemi e anche con la sua cultura popolare.

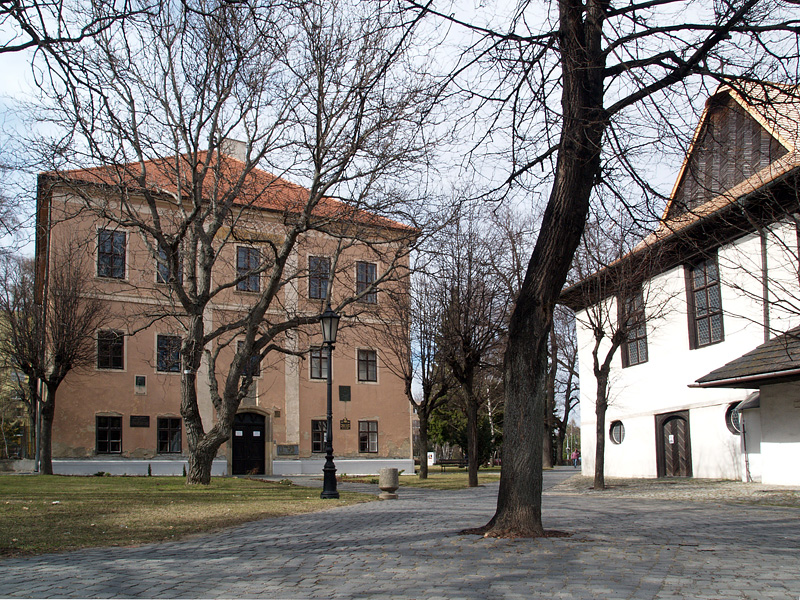
Il liceo evangelico di Kežmarok.

Pavel Jozef Šafárik giunse a Kežmarok, città di montagna con un clima molto rigido, nell'autunno del 1810. Lo attendevano cinque anni di studi, ma vi rimarrà solo per quattro anni. Per le sue capacità rimarrà nelle classi di retorica solo un anno, poi fu ammesso nel corso di filosofia l'anno successivo e nell'anno scolastico 1812/1813 era già nel corso politico-giuridico. L'ultimo anno di studi frequentò il corso di teologia, le cui materie, oltre alle discipline propriamente teologiche, comprendevano lezioni di storia e di enciclopedia, di fisica teorica e pratica, di igiene e di scienze naturali, di diritto pubblico e diritto dei popoli. Nell'estate del 1814 terminò gli studi di Kežmarok diplomandosi in tutt'e tre i corsi:
- corso filosofico di Johann Genersich, che prevedeva lo studio di logica, metafisica, matematica pura e applicata, fisica teorica e sperimentale, economia rurale, stile latino, filosofia comparata e storia del Regno d'Ungheria; Šafárik in tutte le materie ottenne il massimo voto eminens;
- corso politico – giuridico di Š. Aderján, il cui programma comprendeva diritto naturale, diritto privato civile e penale, scienze politiche, Šafárik anche in tutte queste materie ottenne il massimo voto eminens;
- corso teologico del professor Daniel Mihálik, dove apprese ottimamente teologia dogmatica e morale, introduzione dei libri della Sacra Scrittura (ermeneutica), greco antico ed ebraico.

Come condizione per l'accesso a un'università tedesca e a una borsa di studio per studenti del Regno d'Ungheria ottenne la "candidatura" in teologia con Kristián Genersich con il giudizio "eminenter profectus in theolog. praeparatoris".
Lo studio e il soggiorno a Kežmarok ebbero grande importanza per la formazione della personalità di Pavel Jozef Šafárik, come poeta e come futuro intellettuale di livello europeo se non mondiale. Fu lui stesso a scriverne, nella sua autobiografia tedesca. Pavel Jozef nello studio si distinse per una straordinaria diligenza, eccelleva in "morale" (comportamento), così come nel profitto, per cui faceva messe del massimo voto "eminens". Šafárik padroneggiava perfettamente la lingua tedesca e le lingue classiche. Apprese il greco e l'ebraico nel corso teologico. Sia il greco sia il latino gli aprirono le porte per lo studio della letteratura classica. Le conoscenze fornite dalla scuola furono da Šafárik ampliate e approfondite con lo studio individuale, favorito dall'opportunità di ricca biblioteca liceale e da opere e riviste che si comprava da sé. Lo studio della storia e le informazioni che acquisiva con questo studio formarono la coscienza storica di Šafárik, in cui iniziò a occupare un posto importante l'amore per il popolo ceco e per quello slovacco, che poi si estese gradualmente al popolo serbo e a tutti i popoli slavi. Al liceo evangelico di Kežmarok strinse amicizia in particolare con Ján Benedikti, e poi con studenti polacchi, serbi, ucraini, ciò che influì il suo orientamento panslavista e la sua produzione letteraria, in particolare quella poetica. L'amore di Šafárik per la terra natia, per la sua patria, per la sua nazione e per la sua lingua trovò concreta espressione nella poesia e nella raccolta di canti popolari slovacchi. Il risultato della creazione poetica a Kežmarok fu un inno in onore di Ondrej Mariassy, patrono del liceo, barone di Markušovce e Batizovce, in occasione del suo ritorno come colonnello di fanteria dalla guerra contro Napoleone chiamato "Ode festiva". Si rivolse alla letteratura anche con la raccolta di poesie Tatranská Múza s lyrou slovanskou ("La Musa dei Tatra con la lira slava") (Levoča, 1814).
Su raccomandazione del direttore, o di qualche professore, Šafárik, come studente eccellente che aveva passato un solo anno in retorica, e aveva saltato un anno del corso di filosofia, fu scelto nel 1812 come precettore privato nella famiglia di Dávid Goldberger. Fu in questo periodo, come detto sopra, che ci furono grandi cambiamenti nella sua natia Kobeliarovo. Il 14 dicembre morì sua madre, che amava moltissimo, e suo padre si sposò dopo sei mesi con Rozália.

### Germania (1815 – 1817)
Dopo un anno di lavoro come precettore, proseguì gli studi all'Università di Jena. A favore di Jena Pavel Jozef Šafárik si era definitivamente deciso durante gli anni di studio a Kežmarok, soprattutto per richiesta del padre. Il padre gli confermò per scritto che avrebbe pagato le spese dei suoi studi a Jena, lieto che almeno uno dei suoi figli avrebbe camminato sulle sue orme. A Jena visse nella stessa casa con Samuel Ferjenčík e Ondrej Jamriška, l'ultimo anno di studio anche con Ján Benedikti. Visse molto modestamente, come dimostra la sua narrazione a suo figlio Vojtech.
Il periodo successivo alle guerre napoleoniche, in cui Šafárik compì i suoi studi in Germania, vide crescere l'attività politica e culturale della gioventù tedesca. L'atmosfera politica dell'Università di Jena era caratterizzata da un sentimento di libertà e dalla critica verso l'ordine reazionario e politico. I professori e gli studenti esprimevano le loro opinioni apertamente e senza preoccupazioni e formulavano richieste pangermaniche. Pavel Jozef Šafárik non prendeva parte alle riunioni degli studenti, rispettoso della Summa delle leggi accademiche che aveva sottoscritto, la quale proibiva la partecipazione a Burschenschaft e Landsmanschaft. Pavel Jozef Šafárik passò a Jena due anni, in cui terminò tre semestri. Il 16 maggio 1816 divenne membro della Societas latina Jenensis.
Frutto dell'attività poetica di Šafárik a Jena furono diciassette poesie, scritte per lo più dall'ottobre del 1815 al maggio del 1816. Uscirono su Prvotinách pěkných umění ("Primizie delle belle arti") edito a Vienna da Jan Nepomuk Norbert Hromádko e gli diedero rinomanza nel Paese Ceco e in Slovacchia. Tre semestri di studio all'Università di Jena diedero un grande contributo a Pavel Jozef Šafárik in ogni direzione. Innanzitutto, contribuirono alla formazione del suo profilo di esperto e di scienziato. A Jene si impadronì dei metodi critici dell'indagine scientifica. Acquisì anche una preparazione metodologica completa per l'attività scientifica. Tra i compagni di studi trovò a Jena altri amici, fra cui Juraj Müller, che era stato precettore presso la famiglia Kubínyi, e offrì a Šafárik informazioni su quell'incarico vantaggioso; grazie all'intermediazione di Samuel Ferjenčík poté conoscere di persona Goethe e infine aveva comuni interessi letterari e artistici con Ján Chalupka. 
Da Jena partì malvolentieri all'inizio del maggio del 1817, con in mano le lettere di congedo dategli dal prorettore Danz. Le ragioni della sua partenza anticipata si spiegano in modi diversi: i provvedimenti amministrativi del governo austriaco, che non permettevano a un giovane del Regno d'Ungheria di studiare in Germania, la precauzione di Šafárik, ma anche le ristrettezze economiche.
Nel viaggio di ritorno si fermò a Lipsia e a Praga, ove incontrò numerosi cechi, fra cui Josef Dobrovský, Josef Jungmann, Václav Hanka, Jan Svatopluk Presl, Jan Nejedlý. Dopo un soggiorno di un mese a Praga, ove si interessò per un posto di precettore, partì per Presburgo, l'odierna Bratislava, passando per Vienna. A Presburgo, dove trascorse dieci giorni, incontrò personalmente František Palacký, con cui aveva già intrattenuto una corrispondenza.

### Slovacchia (1817 – 1819)
Nell'estate del 1817 Pavel Jozef Šafárik fu richiesto come precettore nella famiglia di Gašpar Kubínyi a Presburgo. Šafárik accettò l'offerta e prese servizio il 20 agosto. Il suo allievo era il figlio Ladislav. Šafárik in questo modo aveva tempo per la sua attività scientifica, con lo stipendio poteva far fronte al debito contratto con il fratello Ján, ma apprezzava anche la posizione di Presburgo e della famiglia Kubínyi nella vita scientifica, culturale e sociale del Regno d'Ungheria. Gašpár Kubínyi e tutta la sua famiglia seppero apprezzare Šafárik, ricompensandolo lautamente e affidandogli compiti di fiducia, considerandolo da subito un amico e presto anche un familiare.
L'amicizia tra Pavel Jozef Šafárika e František Palacký, di tre anni più giovane di lui, fu fruttuosa dal punto di vista scientifico e si concretizzò nell'opera teorica letteraria che scrissero insieme Počátkové českého básnictví obzvláště prozodie ("Elementi della poesia ceca e in particolare della prosodia"), pubblicato a Presburgo e a Praga nel 1818. Un'amicizia comune era Ján Benedikti, che in seguito però si affievolì; venne allora a Presburgo Ján Kollár, che Šafárik conobbe personalmente nella primavera del 1819.
Il 1819 fu decisivo nella vita e nella professione di Pavel Jozef Šafárik. Il precettorato presso la famiglia Kubínyi si avviava alla conclusione. Non accettò il posto di professore che gli avevano offerto nelle scuole evangeliche dell'Alta Ungheria e si decise per Novi Sad, in Vojvodina, dove la Chiesa ortodossa aveva appena aperto un ginnasio e nella primavera del 1819 aveva indetto un concorso per il posto di direttore e primo professore. Per questa posizione Šafárik aveva bisogno del dottorato. Con l'aiuto e il consiglio di Ján Benedikti lo ricevette il 5 aprile 1819. Di nuovo per raccomandazione di Ján Benedikti e anche delle loro conoscenze serbe, la scelta del direttore cadde sul più giovane dei candidati, Pavel Jozef Šafárik.
Il precettorato nella famiglia di Gašpár Kubínyi terminò quindi alla fine di giugno del 1819. La partenza di Šafárik da Presburgo fu considerata dai compatrioti, ma soprattutto dai cechi, come una perdita per la nazione. Qualche settimana prima di raggiungere Novi Sad la volle passare nella regione di Gemer, a Kobeliarovo e dal nonno Káres a Hanková. Fu questo l'ultimo soggiorno di Šafárik nel paese natio, al quale non tornerà più in tutta la vita.

### Serbia (1819 – 1833)

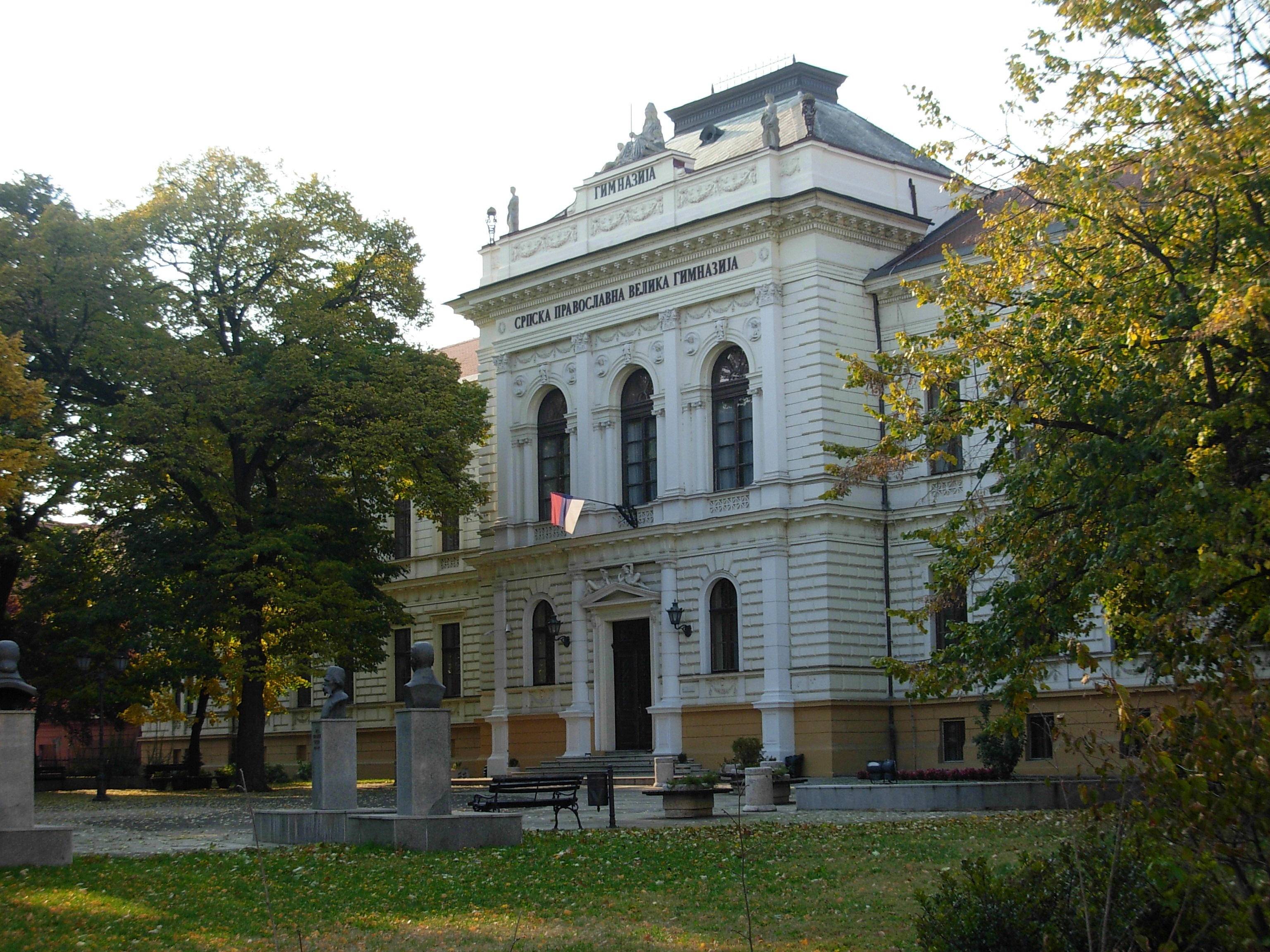
Il ginnasio serbo-ortodosso di Novi Sad.

L'incarico di direttore richiedeva a Pavel Jozef Šafárik un discorso celebrativo, che tenne in latino. In esso fece una storia del ginnasio, parlò dei professori e dei loro doveri di insegnamento, dopo espresse le sue opinioni pedagogiche sulla concezione della scuola e dichiarò i principi delle riforme che intendeva attuare.
Il nuovo direttore lasciò nei serbi un'impressione molto positiva. Tranne Šafárik, i professori erano tutti serbi. Šafárik fu direttore per cinque anni e aveva piani ambiziosi. L'ideale di Šafárik era creare una scuola di grammatica secondo il modello greco. Subito dopo aver assunto le sue funzioni, riuscì a inserire piccoli cambiamenti nel programma di studio, ampliando le materie di insegnamento con il disegno tecnico. Anche la raccolta di libri per la futura biblioteca fu accolta positivamente. Šafárik ebbe una gioia speciale nel fatto che preziosi monumenti della storia della letteratura in antico slavo incrementarono il fondo della futura biblioteca. Nel discorso inaugurale, disse che avrebbe insegnato matematica (algebra e geometria), fisica, logica, retorica, poesia, stilistica e avrebbe insegnato i classici nella prima classe di studi umanistici. E così fu. Tenne lezioni in latino, in tedesco, e dopo l'intensificazione della magiarizzazione, che raggiunsero anche il ginnasio di Novi Sad, negli ultimi due-tre anni della sua permanenza insegnò anche l'ungherese.
Nei primi due anni a Novi Sad Šafárik abitò nella casa del ricco cittadino Servický. Nel 1821 richiese il nipote del patriarca serbo chiese a Šafárik di occuparsi dell'istruzione di suo figlio. Come ricompensa ricevette in usufrutto la porzione della sua casa di Novi Sad, dove andò ad abitare, e dei suoi pasti si occupava una cuoca, che gli pagavano.
Il 17 giugno 1822 Pavel Jozef Šafárik sposò la diciannovenne Júlia Ambrózy de Séden (Júlia Ambróziová in slovacco). Veniva da una semplice famiglia della piccola nobiltà terriera slovacca. Era nata a Kikinda il 19 novembre 1803. Suo padre era originario di Paludza, vicino a Liptovský Mikuláš, e sua madre di Jasenová in Orava. La moglie di Pavel Jozef Šafárik – come assicurano i biografi – era intelligente, lettrice non comune e di grande temperamento. Padroneggiava tre o quattro lingue slave: slovacco, ceco, serbo e russo. Fu un valido aiuto per il marito nel suo lavoro scientifico.
La situazione di Šafárik a Novi Sad peggiorò nel 1824, quando il governo austriaco proibì alla Chiesa ortodossa serba di assumere insegnanti evangelici del Regno d'Ungheria per i ginnasi. Šafárik ottenne una deroga, ma dovette rinunciare al posto di direttore. 
Dopo l'intervento del governo Pavel Jozef Šafárik incominciò ad accumulare problemi, crebbero le difficoltà materiali ed economiche. Il suo compenso diminuì proprio quando ne aveva più bisogno, perché la famiglia aveva ora dei figli a cui provvedere. A Novi Sad, a Šafárik nacquero cinque figli, di cui tre morirono precocemente: Ludmila (21 febbraio - 28 aprile 1824), Milena (17 luglio 1825 - 4 aprile 1826), Mladen Svatopluk (17 gennaio 1827 - 22 febbraio 1828), Vojtech e Božena. Il peggioramento delle condizioni materiali ed economiche costrinse Šafárik alla ricerca di una cattedra, per cui dvette far ricorso alla Slovacchia. Per molte ragioni, tuttavia, molte buone offerte non sono state accettate.
Durante il suo soggiorno a Novi Sad Šafárik collaborò alla raccolta, alla preparazione per la stampa e alla pubblicazione di canzoni popolari slovacche. Uscirono sotto il titolo Písně světské lidu slovenského v Uhřích. Sebrané a vydané od Pavla Josefa Šafárika, Jána Blahoslava a jiných ("Canzoni festive della gente slovacca nel Regno d'Ungheria. Raccolti e pubblicati da Pavel Jozef Šafárik, Ján Blahoslav e altri") (Pest, 1823). Il più importante lavoro scientifico di Šafárik dal suo periodo a Novi Sad fu l'opera Geschichte der slawischen Sprache und Literatur nach allen Mundarten ("Storia della lingua slava e della letteratura in tutti gli idiomi") (Pest, 1826). A Novi Sad, Pavel Jozef Šafárik scrisse altre due opere che furono stampate, vale a dire: Über die Abkunft der Slawen nach Lorenz Surowiecki (Pest, 1828) e Serbische Lesekörner oder historisch – kritische Beleuchtung der serbischen Mundart, ein Beitrag zur slawischen Sprachkunde ("Antologia serba, ovvero spiegazione storico-critica dell'idioma serbo") (Pest, 1833). Šafárik riunì a Novi Sad una grande quantità di documenti, soprattutto di storia della letteratura, ma anche altri, che esaminò successivamente a Praga.
Il 22 dicembre 1832 Pavel Jozef Šafárik diede le dimissioni dal ginnasio, garantendo che sarebbe rimasto fino alla fine del semestre invernale. Il 6 aprile 1833 lasciò Novi Sad, che non tornò mai più a visitare. Dopo alcuni tentativi falliti di ottenere un posto di insegnante o di bibliotecario in Russia, partì per Praga, invitato da amici che gli offrivano garanzie; viaggiò passando da Pest e Presburgo.

### Paese Ceco (1833 – 1861)

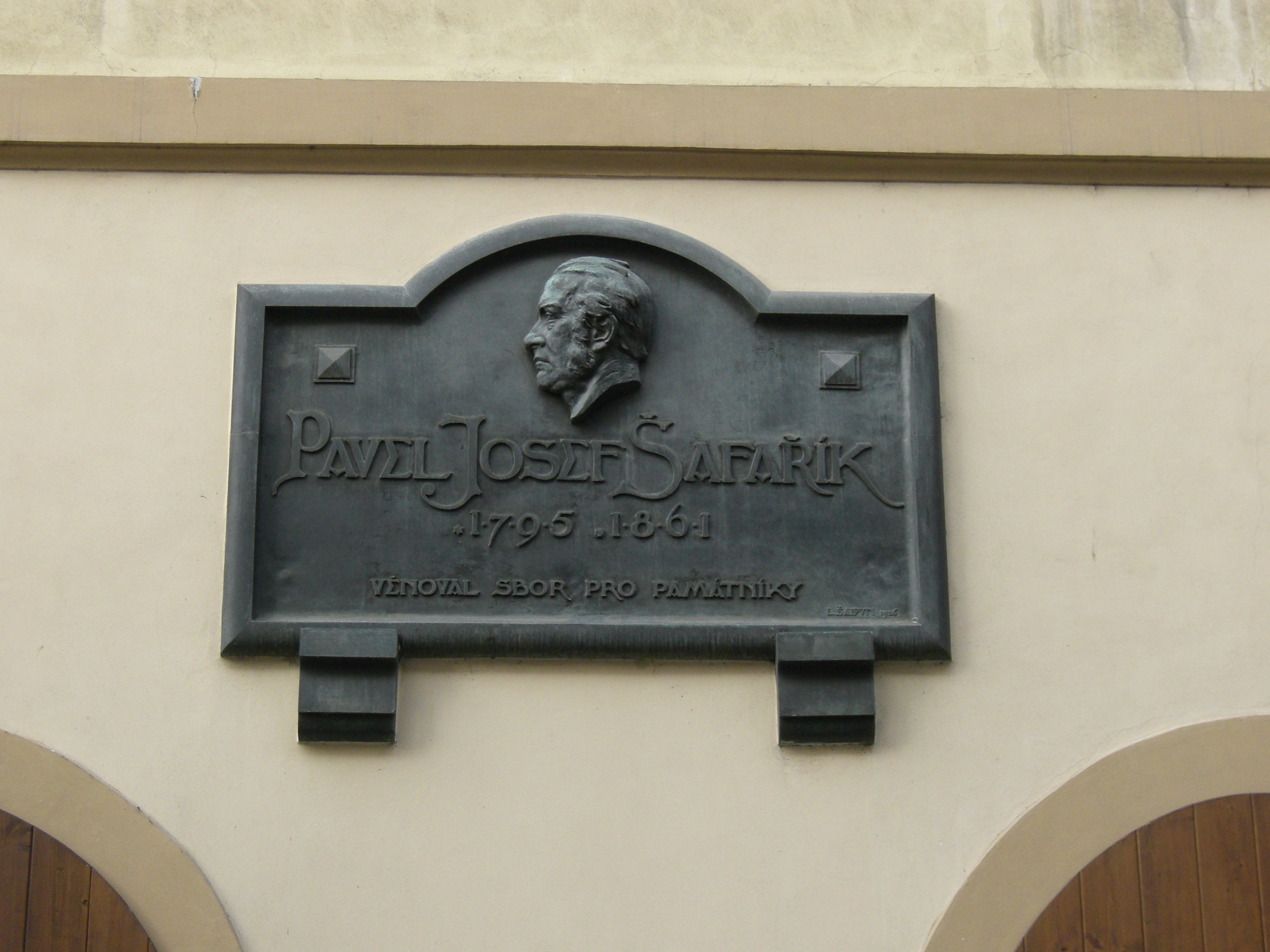
Targa commemorativa a Praga.

La famiglia di Šafárik giunse a Praga il 4 maggio 1833, dopo un viaggio di circa un mese. Dopo l'arrivo a Praga Pavel Jozef Šafárik concentrò i suoi sforzi sulla sicurezza della propria famiglia e sulla possibilità di proseguire il suo lavoro scientifico. Gli amici cechi lo aiutarono per entrambi gli obiettivi. Gli misero a disposizione un appartamento, il che costituiva un'esigenza immediata per la famiglia, alla quale si aggiunsero poco dopo i due gemelli Jaroslav e Bohuslav, nati il 24 maggio 1833; Bohuslav morì il 31 agosto 1837. A Praga Šafárik diventerà padre di altri quattro figli. Durante tutto il suo periodo praghese, che durò quasi quarant'anni, il suo sostentamento economico dipese dai 380 fiorini che gli amici cechi gli elargivano annualmente, con la condizione – formulata esplicitamente da František Palacký – "che da ora in avanti, tutto ciò che scriverete, lo scriverete soltanto in ceco".
Pavel Jozef Šafárik grazie a František Palacký collaborava alla redazione del Časopis Českého musea ("Giornale del museo ceco"), dopo la partenza di Palacký ne divenne caporedattore. Dal 1834 al 1835 fu redattore del giornale Světozor. Dal 1836 al 1847 fu correttore di libri. Dal 1841 fu custode della Biblioteca dell'Università di Praga, e dal 1848 ne fu direttore, contemporaneamente fu anche professore straordinario di filologia slava all'Università.

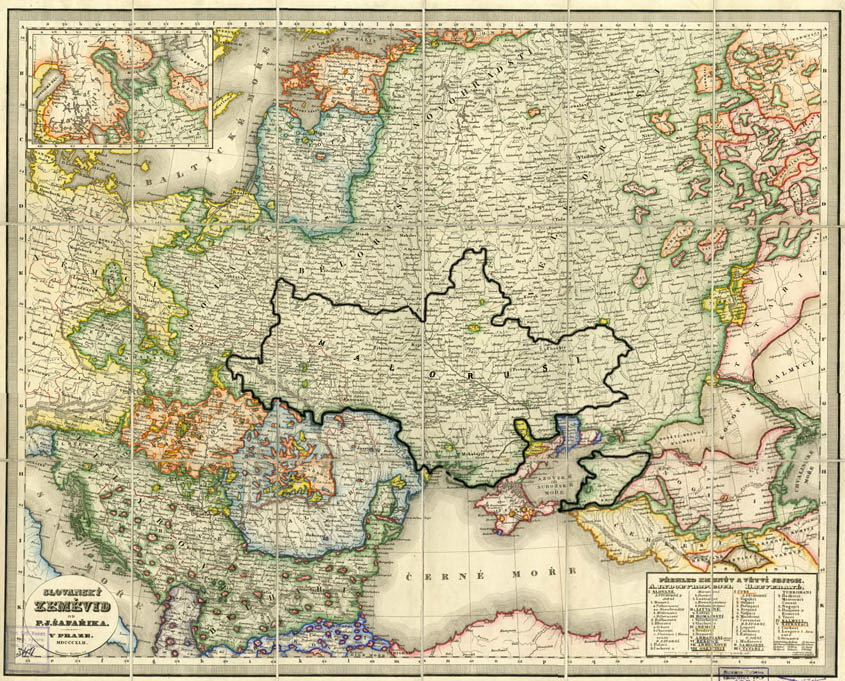
Una mappa etnografica compilata da Pavel Jozef Šafárik nel 1842.

Oltre all'attività scientifica, che per Šafárik era lo scopo stesso della sua esistenza, fu costretto più volte dalle circostanze a occuparsi di questioni di istruzione e di scuola. Ad esempio nel 1848 il ministro Alexander Bach richiese a Šafárik e a Karel Jaromír Erben di diventare membri della commissione per la terminologia legale slava. Risultato dell'attività della commissione fu il dizionario Juridisch – politische Terminologie der slawischen Sprachen Oesterreichs ("Terminologia giuridico-politica delle lingue slave dell'Austria"). Fu pubblicato a Vienna nel 1850 con una prefazione di Šafárik.
Nella raccolta di scritti Hlasowé o potřebě jednoty spisowného jazyka pro Čechy, Morawany a Slowáky ("Appello circa la necessità dell'unità di una lingua scritta per Cechi, Moravi e Slovacchi") pubblicata da Ján Kollár nel 1846 Šafárik criticò Ľudovít Štúr per l'introduzione della codificazione della lingua slovacca (1843). Sebbene Šafárik, a differenza dei colleghi cechi, abbia sempre considerato gli Slovacchi una nazione distinta dai Cechi (così ad esempio si esprime in Geschichte der slawischen Sprache... e in Slovanský národopis), riteneva la lingua letteraria da usare in Slovacchia fosse soltanto "la versione slovacca della lingua ceca".
Negli anni rivoluzionari 1848 e 1849 si dedicò soltanto ai suoi interessi scientifici. Dopo la pubblicazione dell'opera Über die Abkunft der Slawen nach Lorenz Surowiecki ("Dell'origine degli Slavi secondo Lorenz Surowiecki") raccolse materiale storico per il periodo più antico della storia slava. Frutto della sua sterminata ricerca oltre a qualche studio minore furono due opere monumentali – autentici pilastri della slavistica  – Slovanský národopis ("Etnografia slava") (edito a Praga nel 1842, in seconda edizione ancora nel 1842, e in terza edizione nel 1843) e Slovanské starožitnosti ("Antichità slave"), in due volumi editi nel 1837. Postumo uscì il terzo volume, che era stato preparato fra il 1862 e il 1863, edito a Praga nel 1865.
Negli ultimi cinque anni della sua vita Šafárik si ammalò e fu preda di diverse fobie, nonostante si fosse lasciato alle spalle le difficoltà materiali ed economiche e fossero anche diminuite le preoccupazioni per la famiglia. La depressione psicologica degli ultimi due anni lo portò a gettarsi nella Vltava il 23 maggio 1860, notizia che fece scalpore nel pubblico. Fu quindi necessario ricoverarlo.
Al principio di ottobre del 1860 Šafárik rinunciò definitivamente al posto di direttore della Biblioteca universitaria. L'imperatore Francesco Giuseppe rispose alla sua lettera di dimissioni con una missiva scritta di suo pugno, in cui gli offriva come pensione l'intera retribuzione. Šafárik ricevette la pensione solo per breve tempo. Peggiorò velocemente, perse la vista e poteva camminare solo con la stampella, ma soprattutto perse la lucidità. Chiuse i suoi giorni il 26 luglio 1861. 
Fu sepolto nel cimitero evangelico di Praga sul colle di Karlín e in seguito alla demolizione del cimitero nel 1900 i suoi resti furono traslati nel cimitero praghese di Olšany. Sopra la sua tomba fu posto il sarcofago originario con l'iscrizione in serbo antico: V krasnich mira sego v’spitaľ sa esti et junosti svojeje.

### Il destino della moglie e dei figli dopo la morte di Šafárik
La moglie di Pavel Jozef Šafárik, Júlia, nata Ambróziová, gli sopravvisse per 15 anni e morì nel 1876 a 73 anni.
Il figlio maggiore Vojtech (1831 – 1902) dopo aver terminato gli studi all'Università di Gottinga, ottenne un posto di professore all'Accademia commerciale di Vienna, in seguito divenne un celebre chimico.
Jaroslav (1833 – 1862) compì gli studi di medicina all'Università Carolina di Praga e divenne secondo assistente del professor Bohdálk, un anatomista. Pagato miseramente, nel 1858 si trasferì a Vienna nell'ambulatorio di un medico militare. Di ritorno dalla guerra in Italia divenne assistente capo all'Accademia Giuseppina di Vienna.
Il figlio minore Vladislav (1841 – ?), fu quello che diede più pensieri alla famiglia. Iniziò a studiare diritto a Praga, ma non portò a termine gli studi. Partì per la guerra in Italia e combatté a Magenta e a Solferino, dove fu anche ferito, guadagnandosi in breve tempo la promozione a ufficiale.
La figlia Božena (1831 – 1895) sposò Josef Jireček (1825 – 1888), uno storico della letteratura e politico ceco, che era stato per un certo tempo precettore presso la famiglia Šafárik. Ebbero come figli Konstantin Jireček, storico, autore dello studio Šafařík mezi Jihoslovany ("Šafárik fra gli Slavi del Sud") e Svatava Jirečková, che divenne pittrice a Vienna.

## Opere

### Poesia
- Ode festiva… (Levoča, 1814), ode per il barone colonnello Ondrej Máriassy, patrono del liceo di Kežmarok in occasione del suo ritorno dalla guerra contro Napoleone
- Tatranská múza s lyrou slovanskou ("La Musa dei Tatra con la lira slava") (Levoča, 1814) – poesia ispirata dalla letteratura neoclassica dell'epoca (Friedrich Schiller) e da tradizioni e leggende slovacche (Juraj Jánošík).

### Trattati scientifici
- Promluvení k Slovanům, in: Prvotiny pěkných umění ("Primizie delle belle arti") (1817, ?) – ispirato da Herder, esorta gli Slovacchi, i Moravi e i Cechi a raccogliere le proprie canzoni popolari
- Počátkové českého básnictví, obzvláště prozodie ("Elementi della poesia ceca e in particolare della prosodia") (Presburgo, 1818), con František Palacký
- Novi Graeci non uniti ritus gymnasii neoplate auspicia feliciter capta. Adnexa est oratio Pauli Josephi Schaffarik (Novi Sad, 1819)
- Písně světské lidu slovenského v Uhřích. Sebrané a vydané od P. J. Šafárika, Jána Blahoslava a jiných. 1 – 2 ("Canzoni festive della gente slovacca nel Regno d'Ungheria. Raccolti e pubblicati da Pavel Jozef Šafárik, Ján Blahoslav e altri") (Pest, 1823 – 1827), altra edizione: Národnie zpiewanky – Pisne swetské Slowáků v Uhrách ("Canzoni nazionali - Canzoni festive degli Slovacchi nel Regno d'Ungheria") (Buda, 1834 – 1835), con Ján Kollár
- Geschichte der slawischen Sprache und Literatur nach allen Mundarten ("Storia della lingua slava e della letteratura in tutti gli idiomi") (Pest, 1826) – enorme libro enciclopedico, primo tentativo di dare un ordine sistematico alle lingue slave considerate nel loro insieme
- Über die Abkunft der Slawen nach Lorenz Surowiecki ("Dell'origine degli Slavi secondo Lorenz Surowiecki") (Buda, 1828) – concepito come reazione al testo di Surowiecki, diviene un panegirico degli Slavi
- Serbische Lesekörner oder historisch-kritische Beleuchtung der serbischen Mundart ("Antologia serba, ovvero spiegazione storico-critica dell'idioma serbo") (Pest, 1833)
- Slovanské starožitnosti(Praha, 1837 + 1865) ("Antichità slave"), è la sua opera maggiore, il primo libro di peso sulla cultura e la storia degli Slavi, la seconda edizione uscì a cura di Josef Jireček, la continuazione dell'opera uscì postuma nel 1865; seguirono in breve tempo le traduzioni russa, tedesca e polacca
- Monumenta Illyrica (Praha, 1839) – antologia della letteratura antica degli Slavi meridionali
- Die ältesten Denkmäler der böhmischen Sprache… ("Il più antico documento della lingua ceca") (Praha, 1840) con František Palacký
- Slovanský národopis ("Etnografia slava") (Praha, 1842 – 2 edizioni), la sua seconda opera più importante, tenta di fornire un quadro completo dell'etnologia slava
- Počátkové staročeské mluvnice ("Elementi della grammatica del ceco antico"), in: Výbor (1845)
- Juridisch – politische Terminologie der slawischen Sprachen Oesterreich ("Terminologia giuridico-politica delle lingue slave dell'Austria") (Wien, 1850) con Karel Jaromír Erben
- Památky dřevního pisemnictví Jihoslovanů (Praha, 1851) – contiene importanti testi in antico slavo
- Památky hlaholského pisemnictví ("Monumenti della letteratura glagolitica") (Praha, 1853)
- Glagolitische Fragmente ("Frammenti glagolitici") (Prag, 1857), con Karl Adolf Constantin Höfler
- Über den Ursprung und die Heimat des Glagolitismus ("L'origine e la patria del glagolitico") (Prag, 1858) in quest'opera esprime l'opinione che il glagolitico sia più antico del cirillico
- Geschichte der südslawischen Litteratur 1 – 3 ("Storia della letteratura degli Slavi meridionali") (Prag, 1864 – 65) a cura di Josef Jireček

### Antologie
- Sebrané spisy P. J. Šafaříka 1 – 3 ("Scritti scelti di Pavel Jozef Šafárik") (Praha, 1862 – 1863 + 1865)
- Spisy Pavla Josefa Šafárika 1  ("Scritti di Pavel Jozef Šafárik") (Bratislava, 1938)

## Memoria
Numerose vie, piazze e scuole sono intitolate a Pavel Jozef Šafárik. La principale università di Košice è l'Università Pavol Jozef Šafárik (Univerzita Pavla Jozefa Šafárika). A Šafárik è intitolato anche il Centro di cultura slovacca di Novi Sad.